# Salpo
Salpo es una localidad peruana capital del Distrito de Salpo de la Provincia de Otuzco en el Departamento de La Libertad. Se ubica aproximadamente a unos 72 kilómetros al este de la ciudad de Trujillo.